# Phước Lộc (phường)
Phước Lộc là một phường thuộc thị xã La Gi, tỉnh Bình Thuận, Việt Nam.

## Địa lý
Phường Phước Lộc có vị trí địa lý:
- Phía đông giáp phường Bình Tân ranh giới là Sông Dinh
- Phía tây giáp xã Tân Phước
- Phía nam giáp Biển Đông
- Phía bắc giáp phường Phước Hội.

Phường Phước Lộc có diện tích 1,56 km², dân số năm 2022 là 11.591 người, mật độ dân số đạt 7.430 người/km².

## Hành chính
Phường Phước Lộc được chia thành 7 khu phố: 1, 2, 3, 4, 5, 7, 8.

## Lịch sử
Phước Lộc là một địa danh có từ khá lâu, gắn liền với quá trình hình thành và phát triển của thị xã La Gi. Khoảng giữa thế kỉ XIX, Phước Lộc là tên một làng chài nằm bên bờ "cửa tấn La Di" thuộc tổng Đức Thắng, huyện Tuy Lý, phủ Hàm Thuận. Tại đây có dịch trạm Thuận Phước nằm trong hệ thống dịch trạm dưới triều Nguyễn.
Ngày 5 tháng 9 năm 2005, Chính phủ ban hành Nghị định số 114/2005/NĐ-CP về việc thành lập phường Phước Lộc thuộc thị xã La Gi trên cơ sở 145 ha diện tích tự nhiên và 17.873 nhân khẩu của thị trấn La Gi.
Ngày 19 tháng 12 năm 2019, HĐND tỉnh Bình Thuận ban hành Nghị quyết số 96/NQ-HĐND về việc sáp nhập khu phố 6 vào khu phố 4.

## Kinh tế
Phường còn là trung tâm phát triển kinh tế biển của thị xã, là một phường thế mạnh về biển thu hút đông đảo lao động. Toàn phường có tới 70% hộ gia đình sống bằng nghề biển. Nơi đây còn có cảng cá thuộc loại lớn của tỉnh Bình Thuận và khu vực là một điều kiện thuận lợi để phường phát triển vươn xa hơn nữa.

## Giao thông
Một số tuyến đường của phường:
- Bến Chương Dương
- Trương Vĩnh Ký
- Lê Minh Công
- Trần Bình Trọng
- Nguyễn Đình Chiểu